# 브래드 홀지
브래드퍼드 알렉산더 홀지(영어: Bradford Alexander Halsey, 1981년 2월 14일 ~ 2014년 10월 31일)는 브래드 홀지(영어: Brad Halsey)라는 이름으로 알려진 미국의 전직 야구 선수로, 현역 시절 포지션은 투수였다.

## 생애
텍사스주 휴스턴에 위치한 웨스트필드 고등학교를 졸업한 이후에 텍사스 대학교 오스틴 산하 야구단인 텍사스 롱혼스에서 에이스로 활동했다. 2002년에는 칼리지 월드 시리즈에 참가하여 우승을 경험했다. 2002년 메이저 리그 베이스볼 드래프트 8라운드에서 뉴욕 양키스에 지명되면서 입단했고 2004년 6월 19일에 열린 로스앤젤레스 다저스와의 경기에서 데뷔했다.
2005년 1월 11일에는 랜디 존슨과의 트레이드를 통해 애리조나 다이아몬드백스로 이적했다. 2006년 3월 26일에는 후안 크루스와의 트레이드를 통해 오클랜드 애슬레틱스로 이적했지만 2006년 5월 20일에는 배리 본즈로부터 베이브 루스와 타이 기록에 해당하는 714번째 홈런을 얻어맞는 불명예를 안기도 했다.
2006년 8월 10일에는 마이너 리그 베이스볼 소속 야구단인 새크라맨토 리버 캐츠로 방출되었지만 주전 경쟁에서 밀려 부진을 면치 못했다. 2007년 7월 12일에는 어깨 수술을 받았고 2008년 3월에 오클랜드 애슬레틱스에서 방출되었다. 2009년 1월에는 로스앤젤레스 다저스와 마이너 리그 계약을 체결했지만 봄 훈련이 끝나면서 방출되었고 독립 애틀랜틱 리그 소속 야구단인 롱아일랜드 덕스로 이적했다. 롱아일랜드 덕스 소속으로 활약하던 동안에는 11경기에 출전했다.
2010년에는 노던 리그 소속 독립 야구단인 게리 사우스쇼어 레일캐츠로 이적했고 2011년 5월 2일에는 뉴욕 양키스 산하 마이너 리그 야구단인 트렌턴 선더로 이적했다. 2011년 이스턴 리그 시즌이 끝난 이후에 방출되면서 야구계를 떠나게 된다. 2014년 10월 31일에 텍사스주 뉴브라운펠즈에서 등산 도중에 일어난 추락 사고로 인해 사망했다.